# Неплюево (Сумская область)
Неплюево (укр. Неплюєве) — посёлок,
Ямпольский поселковый совет,
Ямпольский район,
Сумская область,
Украина.
Код КОАТУУ — 5925655104. Население по переписи 2001 года составляло 83 человека .

## Географическое положение
Посёлок Неплюево находится на левом берегу реки Кремля, которая через 2 км впадает в реку Ивотка,
выше по течению на расстоянии в 6 км расположено село Дорошовка.
Посёлок окружён большим лесным массивом (сосна).
Рядом проходит железная дорога Москва - Киев, станция Неплюево.